# 臺灣戰後時期
臺灣戰後時期指臺灣歷史上自1945年第二次世界大戰結束後迄今由中華民國統治的時期，也稱為中華民國時期、民國時期，早期稱國民政府時期，其中後者通常指1990年代臺灣民主化之前由中國國民黨一黨專政的時期。
第二次世界大戰結束後，大日本帝國臺灣總督兼第十方面軍司令官安藤利吉將軍依盟軍最高統帥麥克阿瑟元帥發佈的軍事命令《一般命令第一號》第一條甲項規定，於1945年10月25日在臺北公會堂以在臺日軍主官身分，接受中國戰區最高統帥、國民政府軍事委員會委員長蔣中正的代表何應欽，所委派的臺灣地區受降主官陳儀將軍發布的《署部第一號命令》並簽署受領文件，自此臺灣由中華民國統治迄今。1945年8月15日到10月25日之間，因中華民國國民政府仍在中國大陸及其它戰區處理戰後事宜，官派接管臺灣的專責人員則需要一段行政流程與等待命令的作業時間，而大日本帝國在臺灣駐警、駐軍及所有日籍人員則是在1945年9月之後才開始分批被遣回日本本土（日方稱引揚歸國），這段期間臺灣既不屬於日方治理且尚未由中華民國接管，此時臺灣相當於無政府狀態，但因戰事已於1945年8月15日結束，使得這段兩個月的空窗期在臺灣歷史上也被納入「臺灣戰後時期」。

## 沿革

### 戰後初期（1945－1949年）

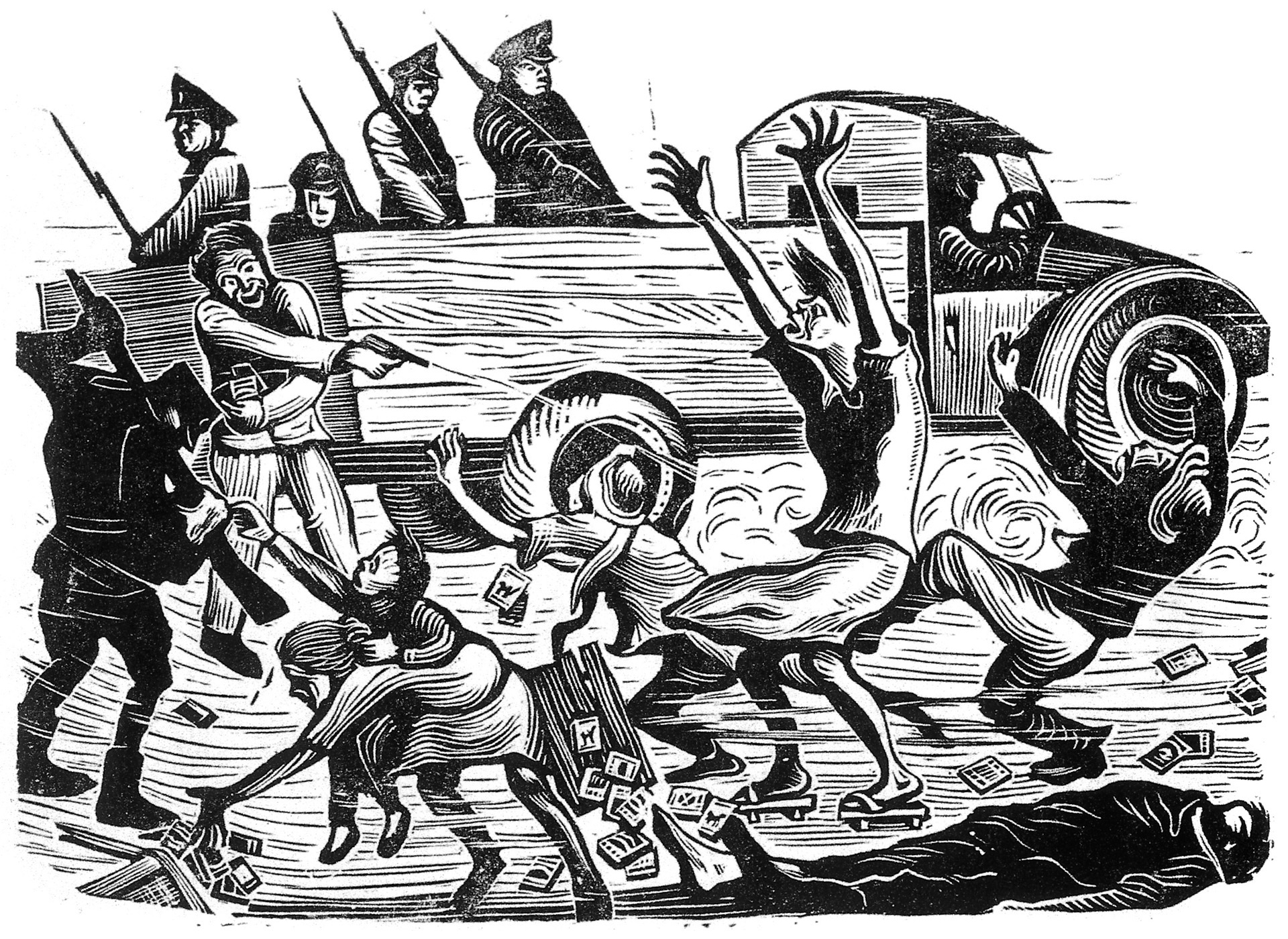
版畫家黃榮燦於1947年製作的二二八事件版畫：《恐怖的檢查》

1945年，第二次世界大戰結束，日本戰敗並簽署《終戰詔書》，在臺日軍依據同盟國最高統帥麥克阿瑟元帥於1945年8月17日發佈《一般命令第一號》第一條規定，須向同盟國之代表蔣中正投降。中華民國將領於同年10月25日代表同盟國接受在臺日軍的投降。臺灣在1945年8月15日日本投降至10月5日在臺北設立臺灣省行政長官公署前進指揮所之間有近兩個月無政府狀態，臺日裔人士以原日治時期制度維持至行政長官公署接管後。
中華民國接管臺灣後，設立與中國大陸省級行政體制不同之「臺灣省行政長官公署」，並由陳儀出任臺灣省行政長官兼臺灣省警備總司令部總司令。
1946年1月12日，在中國大陸的臺灣人同鄉會請願下，中華民國行政院以「節參字第０一二九七號訓令」之規定，單方面宣佈「原有我國國籍」之臺灣人民於1945年10月25日起恢復中華民國國籍:61。1月25日，臺灣省籌設各級民意機關，首先辦理公民宣誓登記，規定凡屬中華民國人民，年滿20歲，定居時間達指定條件者，經宣誓登記可享有公民權:37-38。1月30日，中華民國外交部訓令駐外單位通知各國政府臺灣人恢復中華民國籍。3月，美國《Washington Daily News》以頭版標題「Chinese exploit Formosa worse than Japs did（中國人剝削台灣比日本人更嚴重）」，批評國民黨對台灣的統治。截自2月15日，全臺灣省宣誓登記公民者共239,314,2人，佔20歲以上人口總數的91.8%:21:60。同年，各國政府陸續回應中華民國外交部變更台灣人國籍的要求，其中美國、英國、荷蘭、日本政府因為戰後的和平條約尚未締結，故不同意中華民國的要求。
1947年初，因一起緝菸血案，使累積一年多不滿國民政府倒行逆施導致民不聊生的龐大民怨至此總爆發，各地發生軍民衝突，史稱「二二八事件」。臺灣省行政長官陳儀表面上向臺灣人士表示即將進行民主化改革，私底下卻以臺灣人「有組織叛亂行為」、「對於奸黨亂徒須以武力消滅」等理由，向中央政府請求增援兵力鎮壓。數星期後，國軍增援兵力抵達臺灣分別從基隆港和高雄港登陸開始鎮壓動亂，後續還有清鄉行動，許多與臺籍菁英與百姓受到牽連慘遭殺害，或遭逮捕之後不經審判而被監禁、處死或就此失蹤。香港《青年知識》雜誌作者「史堅」於1947年3月16日發行的第20期雜誌見證：「...他們（國民政府官員）以「新征服者」的姿態出現，用元朝對待南人一樣的態度，對待臺灣同胞。...1895年日本的「接受」，臺灣人所得到的，是殖民地的「法治」，可是1945年中國的管理，臺灣人卻又得到「無法無天」的統治，他們覺得前者比後者還要好...」。來自中國大陸記者王思翔在《臺灣2月革命記》報導：「配合著公開的大屠殺，還有掩耳盜鈴式的恐怖手段‧‧‧一經逮捕，多不加詢問，立即處死‧‧‧每夜間均有滿疊屍體的卡車數輛，來往於臺北-淡水或基隆間。至3月底，我在基隆候船10天，幾乎每天都能看到從海中漂上岸來的屍體，有的屍親圍坐而哭，有的無人認斂，任其腐爛。‧‧‧軍警、警察、特務以及以征服者自居的外省人等，都可以隨時隨地捕人，公開綁架，甚至可以在辦公室內隨意捉人‧‧‧。」而後，臺灣省行政長官公署編印的二二八暴動事件報告中，將事因歸咎於「日本奴化教育之遺毒」。王白淵發表評論質疑：「中國受滿清奴化三百年之久，現在女人還穿著旗袍，何以滿清倒臺後，漢人能可當權呢？」表示日本奴化教育之說乃是為欺壓所編造的藉口」。
二二八事件後，國民政府調整臺灣省地方政治制度，廢除臺灣省行政長官公署，改設臺灣省政府，由文人出身的魏道明任首屆省主席。1948年接獲第一筆美援後，隨即撥付款項重建台糖、台鐵、台電。
1949年（民國38年），陳誠就任臺灣省主席，改革幣制（舊臺幣以四萬比一的比率兌換新臺幣），並於同年5月20日實行長達38年之久的《臺灣省戒嚴令》。同年，國共內戰局勢大變，中國共產黨在中國大陸建立中華人民共和國，使得中華民國政府於同年12月7日遷至臺灣。此時中華民國僅統治臺灣地區（臺澎金馬），失去中國大陸的統治權。

### 兩蔣及臺灣戒嚴時期（1949－1987年）

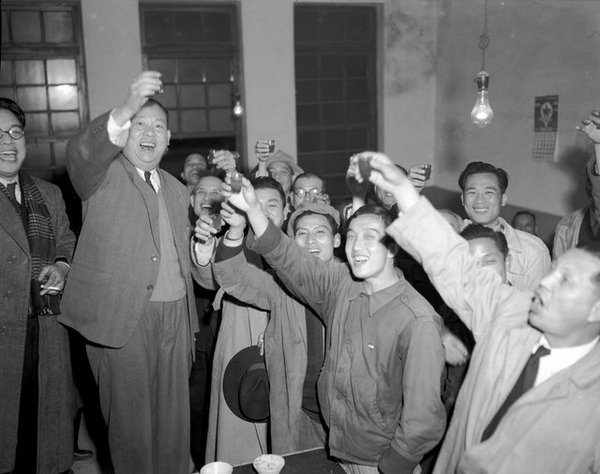
吳三連（左二）於1951年1月7日獲悉以65.5%高票當選臺北市第一屆民選市長後在辦事處與支持者舉杯同歡

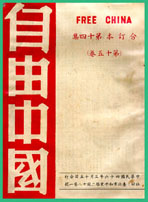
《自由中國》雜誌封面

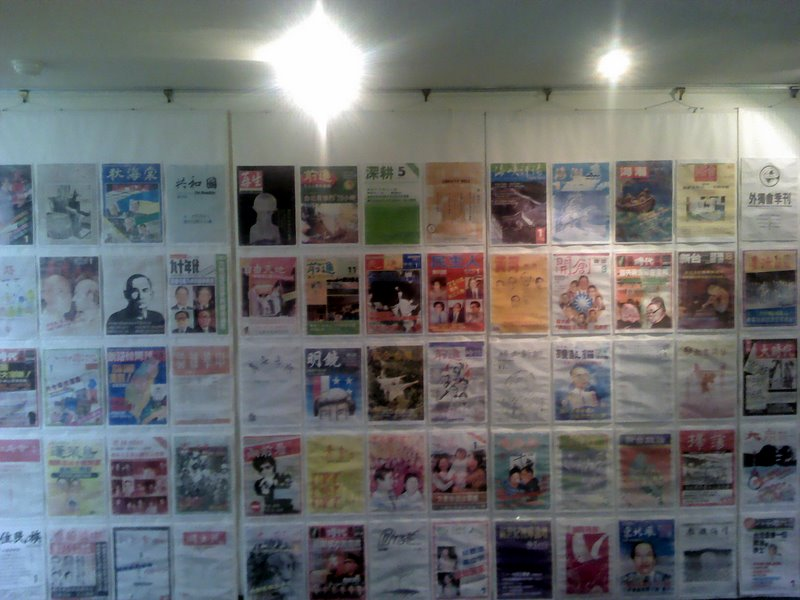
戒嚴時期各種短命的黨外雜誌

1949年，中國共產黨主席毛澤東宣示共產中國是蘇聯堅定的盟友（包括在戰時），也是全球共產革命的支持者；美國駐上海總領事館副领事歐立夫（William M. Olive）被抓，死在獄中，華府立即召回司徒雷登，準備關閉使領館:530。美國國務卿艾奇遜反對援助蔣:535。除陳誠、胡宗南等少數蔣親信以外，過去軍政大員到台灣後幾乎完全失去權力:538。蔣同意蔣經國意見，拒絕杜月笙及上海幫派人物進入台灣，孔宋家族大多移居美國:538-539。宋美齡遊說美國後返回台灣，蔣親迎:544。蔣命葉公超任外交部長，並在多個重要職位安插受美國政府重視者:548。蔣向菲律賓總統季里諾提議組建遠東「聯盟」，包括台灣、泰國、印尼、韓國、日本和中南半島，這是東南亞公約組織雛形，美國反對，韓國總統李承晚支持:531-532。中華民國政府於1949年起在臺灣透過戒嚴令和《動員戡亂時期臨時條款》等法令，配合黨、政府、軍隊、特務的結合掌控，持續政治與社會上的高壓控制，鞏固一黨獨大體制，許多人無故被指為「匪諜」而遭到沒收財產、監禁、處決，造成許多冤死與冤獄，稱為臺灣白色恐怖。在此之前，國民黨在統治中國大陸時為打擊和消滅中共勢力亦曾在國統區內採取這種嚴厲措施，這種現象被統稱為白色恐怖。1949年6月來台後，蔣提出「一年反攻，三年成功」或者「一年準備，兩年反攻，三年掃蕩，五年成功」的口號。此外蔣積極在東南沿海發動武裝小突擊，如福建湄州島、南日島、東山島戰役。蔣父子深信最優先是鞏固政府權力，蔣授權予蔣經國掌管內部安全、情報和準軍事組織；1949年，蔣經國在高雄成立一個政治行動委員會，統籌由中國大陸遷台之情報和秘密警察機關；當年，安全機關偵訊約1萬名台灣人，又監視包括陳誠、孫立人在內所有到台高級將領:528。
國共內戰結束時，日本人擁有台灣2/3土地，美方支持之中國農村復興聯合委員會助陳誠開展土地改革，把接收之大部分土地低價賣給台灣貧農；同時實施「三七五減租」（即降低土地佃租至37.5%），初步改革使國民黨獲得台灣農民支持:530。土地改革使1950年春季豐收，米價下降:552。
1950年起（民國39年），臺灣實行地方自治，省、直轄市議會議員及縣、市以下行政首長與民意代表由公民直選產生。1月5日，英國承認中華人民共和國，蔣寫道：此沉重打擊猶如1945年「俄國之侵華」:540。艾奇遜表明不會援蔣:544。蔣不滿英國人，認為其目標是「扼杀亚洲人之精神与灵魂」；蔣認為美副國務卿艾奇遜的祖先一定是英國人，因此其預備出賣美國利益:545。韓戰爆發後，蔣認為由於杜魯門設下限制，空軍不能轟炸對岸，金門將難守，故簽發「準備撤退令」:558。後來蔣堅決拒斥撤出外島:574。各學校和民間組織都有國民黨的小組，政府管控大型工商業，但蔣無意改變人類社會或世界，而是確保政權穩定和建立繁榮的華人社會:563-564。蔣不滿杜魯門決定將台灣和中國大陸合法分治:557。葉公超建議蔣派出國軍到朝鮮參戰，為華府拒絕:557-558。7月，蔣歡迎麥克阿瑟訪問台北:559。麥聲明支持蔣，並派噴射戰鬥機赴台:559-560。上半年，又破獲300件匪諜案，涉案逾3,000人；秘密警察在各政府機關、軍隊和企業發展秘密特務；據王昇稱，期間被逮捕者有15%被槍決:542。韓戰爆發後，蔣成立中央改造委員會，成員全部與蔣有私人關係，沒有陳立夫兄弟、孔宋家族和其他軍閥代表；蔣似乎認為在日後或身後多年可以帶來一個多黨但嚴格控制之代議制社會，令社會安定和民眾幸福:562。
1951年1月，麥克阿瑟警告華府朝鮮半島已經守不住，但艾奇遜認為其危言聳聽；1951年初，美國於聯合國譴責中華人民共和國為侵略者，但同時建議聯合國成立調停小組與北京繼續協商解決，蔣對此大為光火:570。4月5日，共和黨眾議院領袖馬丁宣讀麥克阿瑟信件，提出在中國大陸開闢第二戰場，杜魯門憤怒下令解除麥克阿瑟職務，蔣認為「美國政府可悲的愚蠢」:571。美國主持召開對日和約談判，華府既不邀請台北，也不邀請北京，蔣認為抗日八年300萬軍民犧牲，蒙羞含憤；舊金山和約日本放棄對台灣權利，未提及台灣地位，蔣懷疑杜魯門政府將台灣地位問題作為朝鮮停戰談判之籌碼:572。後來締結台北和約，蔣認為台灣「不可無日、美共同合作」，擔心日本首相吉田茂預算未來承認北京，因此放棄要求日本賠償戰爭損失，並對簽署和約讓步:574。最重要的資訊來自於非秘密開放來源情報服務翻譯電台，安全局攔截電台、電話資訊，以及空軍偵查沿海防務；中央情報局和情報人員未能滲透到中共高層:576。李彌5萬人馬，用2千人兩度反攻雲南:577。
杜魯門政府同意在1952年給予台灣援助，但當美國開始與日本、菲律賓、紐西蘭和澳洲談判安全條約時，蔣對美國大失所望:573。
艾森豪稱要廢除雅爾塔協定、終結朝鮮戰爭、打開鐵幕，放手讓蔣對付「赤色中國」，蔣希望其當選:579。1953年艾森豪勝選後，要求蔣承諾反攻前要與美協商，延續杜魯門「圍堵、不解放」政策，和雙軌政策——防衛台灣和保持美國最終與中國大陸修好之可能，實現兩個中國或一中一台:581。艾森豪透過印度總理尼赫魯和蔣向毛澤東傳達盡快結束朝鮮戰爭，否則「毅然決然地放寬武器的使用」:581-582。6月22日，蔣接李承晚信，闡述「美國如何出賣韓國」，蔣「不寒而慄」:583。聯軍總部俘虜之14,000名志願軍戰俘決定投奔台灣:585。杜勒斯要求蔣撤出該部，蔣「嚴令接濟李部，空運加緊，以鼓其士氣」:591。11月，艾森豪政府支持國軍進擊沿岸土地和通航:588。美國記者報道稱，島上所有族群都認為政治十分清明:611。而吳國楨、孫立人向美國外交官抱怨逮捕大多是濫權，蔣經國手下逮捕孫立人部屬:542-543。蔣拔擢孫為上將，翌年任孫再任陸軍總司令:586。
1954年九三砲戰發生時，國軍轟炸廈門港口及周邊設施，9月12日曾深入80公里攻擊目標，突擊隊也進攻沿海:597。毛澤東高調宣傳「解放台灣」，9月3日解放軍炮擊金馬，美國第七艦隊及大西洋海軍赴太平洋:595-596。艾森豪和杜勒斯開始認為毛澤東決心占領金門，美國國家安全會議大部分首長除李奇微外，都建議與蔣聯手空襲，並遣軍入外島:597。11月，北京重判13名韓戰期間在中國領空擊落的美軍戰俘，激發美國反共浪潮:599。蔣吳不和，吳國楨拿到護照赴美國，使宋美齡很擔憂，藍欽夫人暗示吳國楨事乃因由:588。
1950年代起，《自由中國》發行人雷震長期稱「反攻無望」，雷震在胡適支持下籌設「中國民主黨」，陳誠默許，但蔣以叛亂罪名逮捕雷震:635。為時短暫，蔣首次允許對政治壓迫的公開批評，胡適譴責對雷震「羅織罪名」:636。中華民國政府遷臺初期，主張反攻大陸，但缺乏美國的支持，兩岸間僅有一些小規模戰役發生，1955年後，確立現今兩岸的統治範圍。1955年初，毛澤東進攻浙江一江山島和大陳列島，由於大陳距台灣太遠，美國與蔣決定將軍民撤出大陳:599。艾森豪聲明可能為保衛金馬而與中共核戰，赫魯曉夫同意幫毛澤東建核武器，《人民日報》提出「和平解放」政策:602-603。艾森豪希望蔣放棄金馬，換取美國幫助國軍封鎖東南沿海，蔣拒絕並認為是英國人的陰謀:604-605。
1957年，美國駐軍士官雷諾槍殺劉自然，美國使館被砸，蔣致歉:615。蔣指示成立中興計畫作業室，籌備正面反攻，繼而又制定黃龍計畫，籌備敵後反攻；蔣認為反攻時如美國掣肘，則不惜與美決裂。
1958年，蔣認定人民公社和大躍進已瀕於失敗，必須積極備戰，於是下令制定「武漢計畫」，組訓空降游擊部隊，支援緬北的柳元麟部隊，期在西南邊區建立第一反攻基地。10月，杜勒斯到台北，連續兩日希望蔣放棄反攻，蔣極生氣但保持冷靜，通過葉公超表示，寧可放棄國際和聯合國席位，也要保留中國大陸同胞對蔣之信心:624-626。杜勒斯擔心爆發核戰，於是在與蔣發表的聯合公報中讓蔣承諾「不使用武力收復大陸」:626-627。《紐約時報》認為台灣的貪腐已大體根除:612。
1960年，雷震等人士籌組中國民主黨，但很快就被政府鎮壓。11月，緬北之役爆發，孟歇、江拉失守，國軍撤退到寮國，並且美國強力施壓，武漢計畫遂難以為繼。
1961年，魯斯克致函蔣，着國軍全部退出緬甸:638。
國立臺灣大學政治系教授兼系主任彭明敏與其學生謝聰敏和魏廷朝於1964年共同起草《臺灣自救運動宣言》，主張「遵循民主常軌，由普選產生國家元首」、「重新制定憲法，保障基本人權，成立向國會負責且具有效能的政府，實行真正的民主政治」，三人隨即遭逮捕、以「叛亂罪嫌」起訴、並判處有期徒刑。
在國民黨政府解除戒嚴之前，臺灣黨外運動團體一直透過私下發行的政論雜誌，要求全面落實民主政治與言論自由。1975年蔣中正逝世，由副總統嚴家淦接任，蔣經國續任行政院院長。1978年由蔣經國出任總統及國民黨主席來接掌政權。1979年1月1日，中華民國與美國斷交。
1979年12月在高雄市所發生的美麗島事件，是對20世紀後期臺灣民主化影響最深遠的一次民主抗爭事件，隨之而來的對被逮捕相關人士的軍事審判更是引起廣泛注目。1984年發生的江南案，政府形象大損，並且受到來自美國的強大壓力，隨後蔣經國於1985年表示下屆總統不會再由蔣家人擔任。江南案成為促使臺灣於1987年解嚴的關鍵事件之一。而在臺灣7月15日解嚴前四個月才發生於小金門的三七事件 (東崗慘案) 則成為臺灣戒嚴與動員戡亂時期最後一椿重大人權侵害案件。
1986年9月28日，政府遷台後第一個在野黨民主進步黨成立，此時台灣尚未解嚴。1987年7月15日，蔣經國總統發布《臺灣地區解嚴令》，台灣長達38年的戒嚴時代告終，正式向民主化的進程過渡。
1988年11月5日時任法務部主任檢察官陳守煌在立法院內政委員會會議報告戒嚴38年內「軍事機關判決非現役軍人的刑事案件」統計共29,407件，謝聰敏稱有立法委員說「白色恐怖」被捕人數6-7萬人:755。

### 李登輝政府（1988年－2000年）
隨著蔣經國在1988年1月去世，蔣家父子兩代的統治也隨之結束，開始朝向民主政治發展。1988年，副總統李登輝依憲法繼任總統，但當時執政的國民黨內的外省人勢力仍然龐大，宋美齡企圖阻止李登輝出任國民黨代理主席但未成功，李登輝于1988年7月接任國民黨主席，全面接掌黨政軍大權。1990年，李登輝當選最後一任由國民大會代表選出的總統，同年1991年5月1日，李登輝宣布終止動員戡亂時期，代表著中華民國政府不再否認中華人民共和國政府和中國共產黨政權統治中國大陸的合法性。李登輝任內推動民主化與臺灣本土化政策，陸續推動六次修憲，1947年在中國大陸選出而一直未改選的國民大會代表，俗稱萬年國會，在1991年12月31日全部退職。萬年國會在1993年1月31日立法院首次全面改選後才正式結果。
兩岸關係在1980年代緩和之後，因1989年的六四事件而大受衝擊，1990年发生了闽平渔事件，1994年千島湖事件之後又趨惡化。1995年，李登輝伉儷訪問美國，是首位中華民國總統正式訪問美國；1996年3月，中華民國在臺澎金馬舉行首次總統及副總統直選，國民黨的李登輝及連戰當選，成為中華民國首位民選總統及民選副總統，李登輝也是台灣首位民選領導人。中國大陸對李登輝訪美及臺灣舉行總統大選大表不滿，因而在臺灣近海試射導彈及進行軍事演習，美國為此兩度派出航空母艦戰鬥群巡弋臺灣海峽。1999年，李登輝接受德國記者專訪時表明中華人民共和國和中華民國為「特殊的國與國關係」（即「特殊兩國論」，簡稱「兩國論」，主要由蔡英文起草）。

### 陳水扁政府（2000年－2008年）

第六屆立委席次分布圖，顯示兩黨制的雛形已經形成

2000年3月18日的總統選舉，執政的國民黨分裂，宋楚瑜「新臺灣人服務團隊（後組成親民黨）」分散了國民黨支持者的票源，最終由民進黨提名的陳水扁及呂秀蓮以2.5%的勝差比例當選中華民國第10任總統、副總統，中華民國行憲後首次政黨輪替，民進黨首次執政，終結國民黨統治台灣55年，國民黨首次成為在野黨，但立法院仍由國民黨為首的泛藍陣營為多數。
陳水扁上任後曾發表四不一沒有。2002年8月，陳水扁任內公開表示臺灣與中國大陸的關係是一邊一國，引發臺灣各界、中國大陸及美國的不少爭議。
2003年底，訂立公民投票法，2004年首次舉行。
2004年總統選舉，陳水扁及呂秀蓮在總統大選前一天遭到槍擊受傷，陳呂二人僅以兩萬五千多票勝差當選連任。泛藍陣營以三一九槍擊案等事件，對其當選的合法性提出質疑，並發動激烈抗爭。
2005年，任務型國大通過憲法修正案，規定立法委員選舉改採單一選區兩票制，這有利於兩黨制的形成。國民大會同年正式廢除，此後修憲須經立法院同意和公民投票複決。此次修憲亦是近年最後一次修憲。
2006年2月27日，陳水扁終止《國統綱領》。2006年9月9日，民進黨政府爆發多起弊案（高捷案等），已退黨多年的民進黨前主席施明德發起百萬人民倒扁運動，但此運動因各種因素，在執政民進黨「挺扁」及於同年結束。
2007年，興建逾6年的連接臺北至高雄左營的臺灣高鐵通車，為臺灣南北提供兩小時生活圈，往返臺北和高雄只需兩小時。
2007年7月19日，陳水扁總統向聯合國秘書長潘基文致函，正式以「臺灣」的名義申請加入聯合國，遭退件。

### 馬英九政府（2008年－2016年）

第七屆立法委員席次分布圖

2008年1月12日，2008年立法委員選舉完成投票，立法院從這屆開始總席次改為113席，其中國民黨獲得81席、民進黨獲得27席、無黨團結聯盟獲得3席、親民黨1席、無黨籍獲得1席。而在2008年總統選舉中，國民黨提名的馬英九當選中華民國第12任總統，使得國民黨重新獲得執政權，也達成第二次政黨輪替。國民黨在立法院是絕對多數，同時掌握行政及立法的「完全執政」局面。
2012年1月14日，2012年立委選舉完成投票，113席中，國民黨獲得64席、民進黨獲得40席、臺灣團結聯盟獲得3席、親民黨3席、無黨籍獲得1席。而在2012年總統選舉中，國民黨的馬英九成功連任中華民國第13任總統。
2014年3月18日，發生太陽花學運，學生及社會運動分子佔領立法院議場，要求取消兩岸服務貿易協議，結果被實際擱置。2014年九合一選舉，執政的國民黨大敗，民進黨取得13個縣市的執政權。
2015年11月，總統馬英九在新加坡和中國共產黨總書記習近平會面，為兩岸最高領導人66年來首次會面。

### 蔡英文政府（2016年－2024年）

2020年立法委員選舉選出的第10屆立法院各政黨獲得席次

2016年1月16日，2016年立委選舉完成投票，民進黨獲得68席、國民黨獲得35席、時代力量獲得5席、親民黨獲得3席、無黨團結聯盟獲得1席、無黨籍獲得1席。而在2016年中華民國總統選舉中，民進黨提名的蔡英文當選第14任中華民國總統，成為中華民國首位女性國家元首，也是台灣首位女性領導人，也使得民進黨重新取得執政權，締造中華民國第三次政黨輪替。民進黨並因首次在立法院過半，首次同時掌握行政及立法的「完全執政」局面。

2018年的九合一選舉，執政的民進黨大敗，國民黨取得15個縣市的執政權。
2020年1月11日，2020年立委選舉完成投票，民進黨獲得61席、國民黨獲得38席、台灣民眾黨獲得5席、時代力量獲得3席、台灣基進獲得1席、無黨籍獲得5席。而在2020年總統選舉中，民進黨的蔡英文成功連任，以817萬票當選第15任中華民國總統，成為中華民國歷史上最多得票的總統，使得民進黨繼續取得執政權，並且持續在立法院過半。
2022年8月2日：美國眾議院議長南西·裴洛西出訪亞洲期間到訪台灣，與蔡英文總統等台灣政治領袖會晤，台美關係踏上新台階。

## 兩岸關係與國際地位之變化

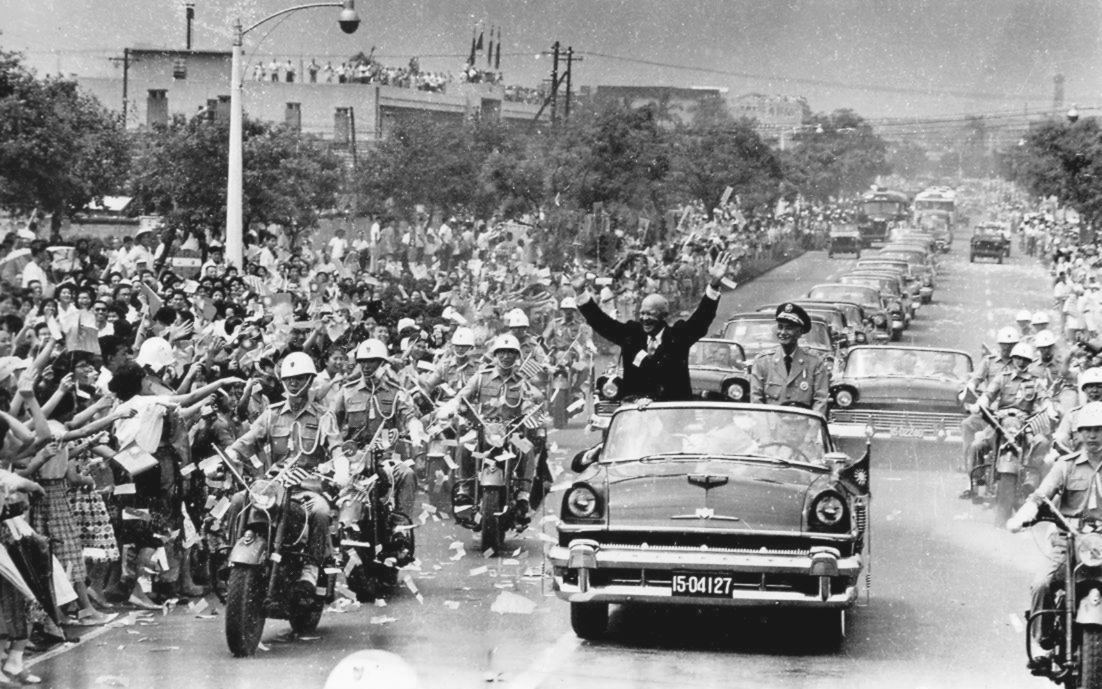
美國總統艾森豪於1960年6月18日訪問中華民國臺灣台北時，與蔣中正總統搭敞篷車前往圓山行館途中接受熱情群眾夾道歡迎。蔣總統伉儷親至松山機場迎接，艾森豪總統並於傍晚在中華民國總統府前廣場對50萬群眾發表演說。兩國總統發表聯合公報，穩固邦誼，譴責中共對金門隔日砲擊之惡行，也依《中美共同防禦條約》「共同抵禦中共在本地區之挑釁」。艾森豪與蔣中正在第二次世界大戰中分別擔任歐洲及中國戰區的盟軍統帥

1943年底，第二次世界大戰期間，同盟國的《開羅宣言》發表，其中表示日本所竊取於中國之領土，包括臺灣、澎湖群島要歸還中華民國，並於1945年所發表之《波茨坦公告》重申必將實施《開羅宣言》。1945年第二次世界大戰結束，日本接受《波茨坦公告》，宣布無條件投降。盟軍最高統帥麥克阿瑟元帥命令在臺日軍向同盟國之代表者蔣介石將軍投降，日本第十方面軍於1945年10月25日在臺北公會堂向蔣介石將軍委派的陳儀將軍投降，國民政府開始接管臺灣。1951年，日本正式簽署《舊金山和約》，但因國共內戰中國情勢不明，和約僅聲明放棄臺灣、澎湖的一切權利，未註明臺灣主權歸屬。在1952年的《臺北和約》第二條中，日本依據《舊金山和約》，重申業已放棄對臺灣、澎湖、西沙群島、南沙群島之主權。1972年日本與中華民國斷交，並宣佈臺北和約失效，同時與中華人民共和國政府簽訂了《中日聯合聲明》。關於臺灣的政治地位，或走向兩岸統一，亦或是持續相互獨立狀態的問題，仍然沒有解決。中華人民共和國政府方面宣稱：「無論從歷史、政治還是國際法上，臺灣是中國不可分割的一部分；臺灣問題是中國內政，並在統一無望以及某些其他前提下，不放棄以武力解決。」而主張台灣地位未定論的人士則認為：由美國、日本等國家所簽署的「舊金山和約」並未明白指出臺灣的主權歸屬，而且臺灣的未來走向應由全體臺灣人民自主決定，不容許中華人民共和國(以及其他國家和政權)以武力威脅。
2005年3月14日，中華人民共和國全國人民代表大會以高票通過《反分裂國家法》，首次以成文法形式將「一個中國」原則明確化。臺灣人民對此事感到不滿，在3月26日號召數十萬人走上臺北街頭，以表示強烈的不滿與抗議。2005年4月26日起，國民黨、親民黨與新黨前後訪問中國大陸，引發兩岸政黨交流的熱潮，兩岸緊張的情勢有所緩解，但兩岸關係仍充滿不確定性。
在修憲與總統直選後的民主鞏固時代，支持臺灣獨立的比例快步上升、且通常穩定地高於支持統一的比例，但無論統獨，都遠低於支持維持現狀。2010年12月，行政院大陸委員會所作的民意調查，高達87.3%的絕大部分臺灣民衆認為應該維持現狀（廣義）：儘快宣布獨立：6.4%；維持現狀，以後走向獨立：17.6%；永遠維持現狀：28.4%；維持現狀，看情形再決定獨立或統一：34.2%；維持現狀，以後走向統一：7.1%；儘快統一：1.2%；不知道／無意見：5.2%。
在臺灣的中華民國政府直到1970年代，都被認為是國際社會中中國的合法代表，但承認中華人民共和國的國家逐漸增加。1954年，中華民國政府與美國簽訂《中美共同防禦條約》。到1971年，聯合國通過第2758號決議案，承認中華人民共和國為中國的唯一合法代表，稱「即刻將蔣介石的代表，非法佔據聯合國及其一切所屬機構中的席位上，驅逐出去。」中華民國政府退出聯合國，此後中華民國的國際地位大幅度滑落；1979年，與美國斷交，更是對中華民國的外交處境造成嚴重衝擊。

## 中美關係持續升溫/ 台美關係友好
2018年1月，美國眾議院通過《臺灣旅行法》。2019年5月7日，美國眾議院通過《2019年臺灣保證法》法案與「重新確認美國對台及對執行台灣關係法承諾」決議案。2019年6月6日，臺灣相應美國在台協會的機構「北美事務協調委員會」（Coordination Council for North American Affairs，CCNAA）更名為「臺灣美國事務委員會」（Taiwan Council for US Affairs，TCUSA），被視為臺美關係的重大進展與突破。2020年1月11日總統選舉，蔡英文勝選連任後，獲得美國國務卿蓬佩奧發表聲明表達祝賀，以「蔡總統」（President Tsai）稱呼，讚揚臺灣再次展現民主力量。2020年2月2日，中華民國副總統當選人賴清德前往美國，出席該年度在美國首都華盛頓特區舉辦的「國家祈禱早餐會」(National Prayer Breakfast)，被視為是自1979年中華民國與美國斷交以來，臺灣訪問華府的最高層級官員。2021年1月9日，美國國務院宣布取消美臺交往限制。2021年3月18日，美國國防部 《國防部新聞》文中指「台灣從來不是中國的一部分」。（Taiwan was never part of China）  

## 臺灣領土主權地位探討
- 1943年11月23日至26日，由中國、英國、美國在埃及開羅舉行開羅會議，會後公布開羅宣言，要求日本無條件投降，歸還一切侵佔的土地，要求「台灣及澎湖必須歸還（shall be restored to）中華民國」，波茨坦公告第8條規定「開羅宣言之條件必須實施（shall be carried out）」；「日本降伏文書」規定「茲接受（accept）……波茨坦……公告所列舉之條款」。但美國在其出版的《美國條約暨其他國際協定增補索引（1776-1949）》中將開羅宣言和波茨坦公告歸類在「無法律效力」的類別[46]。英國、美國亦表明開羅宣言只是意向聲明（statement of intention），無法處分領土、從未正式執行[47][48]。日本則表示《降伏文書》具有停戰協定的性質，但不具有處分領土的性質[49]。
- 美國方面，當時的總統杜魯門原先採納國務院的意見，於1950年1月5日發表「臺灣不干涉聲明」（「袖手旁觀」政策），表達拒絕防衛臺灣、不介入國共戰爭的立場。當時國務卿艾奇遜在例行記者會上表示：「中國人管理臺灣已達四年[註 5]之久，美國或其他任何盟國對於該項權力及該項佔領，從未發生疑問。當臺灣改為中國一省時，沒有一個人發出法律上的疑問，因為人們認為那是合法的。現在若干人認為情形改變了，他們認為現在控制中國大陸的那個勢力，對我們是不友好的，而那個勢力，不久將獲得其他若干國家的承認。因此他們就主張：『好，我們等待一個條約吧。』」[50]。
- 1945年，第二次世界大戰結束，依據盟軍最高統帥麥克阿瑟元帥於1945年8月17日發佈的軍事命令《一般命令第一號》第1條a項規定，臺灣與越南北部的日軍須向盟軍將領蔣介石將軍投降，於同年10月25日代表盟軍軍事佔領臺灣。且麥克阿瑟將軍在1951年5月美國參議院聽證會上亦作證同盟國將臺灣之託管統治交由中華民國負責[51]。
- 中華民國與日本於1952年4月28日在臺北另行簽訂一份和約，和約中第二條規定：茲承認依照1951年9月8日在美國舊金山市簽訂之對日本和平條約，日本業已放棄臺灣、澎湖群島之一切權利、權限和請求權，1952年中華民國外交部長葉公超向立法院解釋這個條款時表示，舊金山和約「並未規定把這些島嶼歸還給中華民國，有立法委員問：「臺灣和澎湖群島的地位是什麼？」葉公超回答說：「事實上，這兩個地方正由我們控制．然而微妙的國際形勢使得它們不屬於我們．在現行情況下，日本沒有權利把臺灣和澎湖群島轉移給我們，即使日本有意如此，我們也不能接受。」[14]。
- 韓戰於1950年6月25日爆發，為了堅守西太平洋的反共防線，美國政府一改先前的消極態度—杜魯門於兩天後發表「韓戰聲明」（Korean War Statement），除了宣佈臺灣海峽中立化，派遣第七艦隊協防臺海外，同時表示：「福爾摩沙若遭共產勢力占領，將會對太平洋區域及美國於此區之維和勢力造成直接威脅，福爾摩沙未來的地位，必須等待太平洋地區的安全恢復，以及對日本的和平條約成立，或經過聯合國討論後，再作決定。」此即臺灣地位未定論的起源[52]。

## 經濟成長
中央政府遷臺後，首先發展農業，實行了耕者有其田、三七五減租和公地放領等土地改革政策。之後政府奉行「以農養工」的政策，在1950年代時期，政府實行進口替代的政策，將農業所得支援工業部門，以農產品出口來換取外匯以進口工業機器，發展民生工業。並提高關稅，管制外匯，限制進口，以保護本土產業。到1960年代，臺灣的進口替代產業面臨國內市場飽和的問題，同時一些工業化國家的工廠面臨工資上漲等因素，因此紛紛搬遷到一些具工業基礎又勞工成本低廉的地區，臺灣的經濟政策遂改為出口擴張。1960年（民國四十九年），政府通過《獎勵投資條例》，積極爭取外商在臺投資；1966年（民國五十五年），政府成立高雄出口加工區，這是亞洲第一個出口加工區，以擴大加工生產。臺灣以加工中繼站的角色，成為國際分工體系中的一環。1963年（民國五十二年），工業占臺灣國民經濟中的比重已超過農業。此後直到第一次石油危機為止，臺灣長期保持年均兩位數以上的經濟成長率。1971年（民國六十年），臺灣對外貿易出現順差，從此臺灣長期維持貿易出的局面。

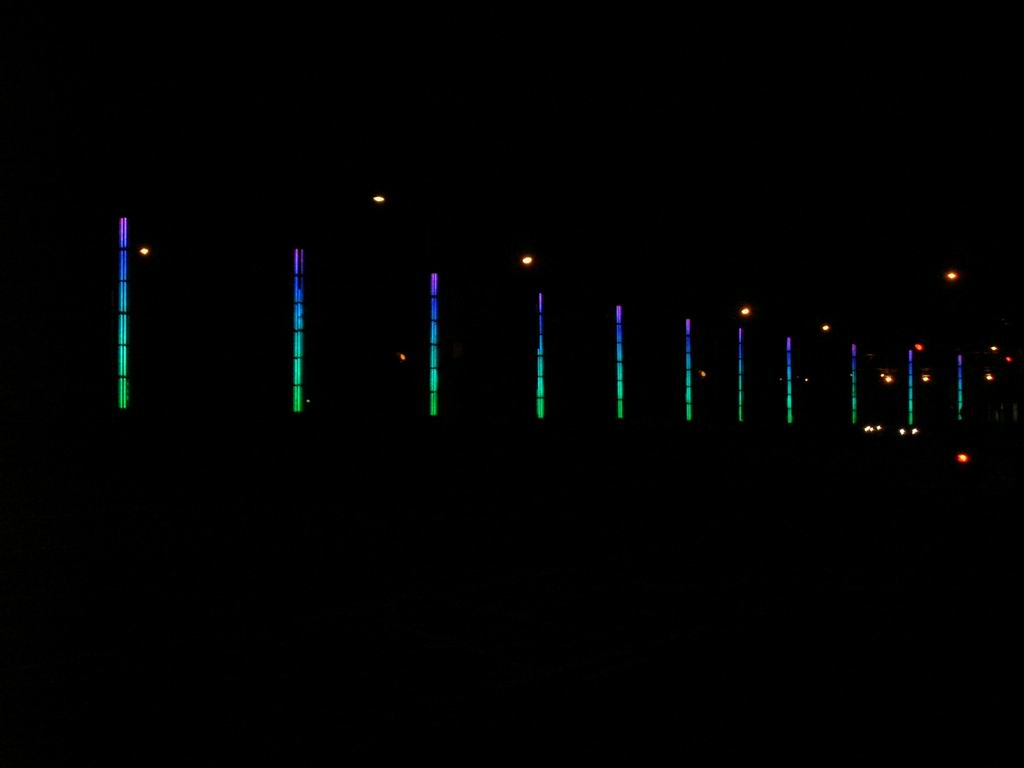
新竹科學園區入口光柱

1970年代初，因外交受挫、石油危機與基礎公共設施不足等影響下，民間投資意願降低，經濟成長受到衝擊。政府因此調整經濟政策，改采「第二次進口替代」，推出十大建設等一系列大型公共投資計劃，國內投資環境因此大幅改善，也有效提振了就業，景氣強勁復甦。經濟成功實現轉型升級。臺灣成為新興工業化國家，與香港、南韓和新加坡並列為亞洲四小龍。1980年代後期，臺灣面臨土地價格上漲、環保意識抬頭、治安形勢惡化、勞工意識勃興等一系列不利於投資的因素。政府於是再次推動經濟轉型。1980年（民國六十九年），政府成立新竹科學工業園區，大力鼓勵內外廠商投資積體電路、電腦等高科技產業，希望以耗能少、污染低（實際上並非如此）、附加值高之技術密集型科技產業取代傳統產業。而後臺灣經濟日漸自由化及國際化，並於2001年以臺澎金馬個別關稅領域的名義加入世界貿易組織。加入世貿後，臺灣市場持續開放，大量外來產品衝擊臺灣產業，以農產品和民生工業為甚。同時為降低生產成本，大量企業外移中國大陸和東南亞地區，造成產業空洞化的現象。經濟自由化也造成國內金融業競爭激烈，引發潛在金融風險等問題。為應對這些問題，政府先後有不同的措施，在李登輝時期以將臺灣建設為亞太營運中心為目標。其後如何提升自身生產力，經濟更趨多元化與提高科學研發能力，讓企業根留臺灣，均是臺灣經濟要面臨的課題。
臺灣所得分配不均的現象在1970年代改善後，根據堅尼系數，在1980年至2001年、2004年以後這兩段期間又開始惡化。實質平均薪資自2000年代開始倒退，2010年代已倒退回1990年代後期的水準。

## 由一元文化到多元文化
政府遷台早期，大力推行去日本化，強力推行國語教育，命名街道名稱（日本人多只有町名少有街道名稱）。同時在中共文化大革命期間推動中華文化復興運動與之對抗。而在1970年代後，伴隨著經濟的起飛，本土文化日漸興起，外國思想湧入臺灣，臺灣的文化趨向多元。如今，臺灣文化融中華、原住民、日本和美歐等各種要素於一身，成為文化多樣共存的一個樣本。

### 教育

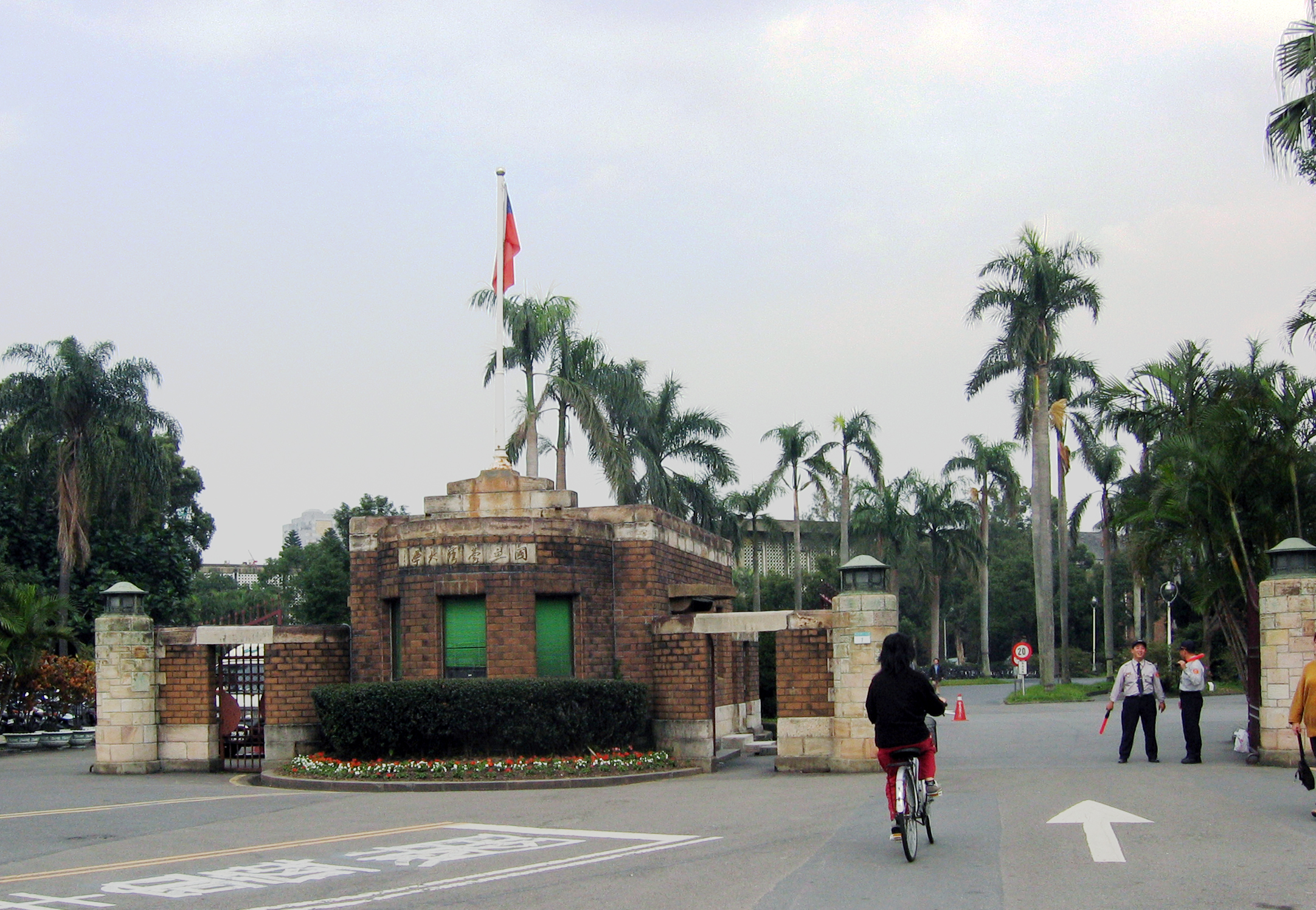
國立臺灣大學，被視為臺灣最頂尖的大學之一

許慶雄認為國民政府執政時期，表面上施行反日、仇日的黨國教育，其目的是切斷臺灣人對過去日治時期的想念或情感，畏懼臺灣人拿日本和中華民國政府作比較，同時也把受日本教育的知識分子排除在政經核心之外，這些都是為了外來政權獨裁統治的方便性作考量。顧忠華認為過去長期是一種以意識形態加在歷史上的教育，對於日治時期不清楚，在國民黨那一套中國民族主義下，文化產生斷層，認知產生缺陷、不夠完整的現象，書唸得愈好的人，仇日的狀況似乎愈嚴重。
1990年代以來一連串的教育改革措施，不論是法令、師資、課程、教學、教科書、財政等方面，均有重大的變革，2002年廢除大學聯考後，開始實施大學入學指定科目考試測驗，堪稱臺灣教育史上變動最劇烈的階段。同時，教育部推動十二年國教也成為了教育界的焦點。